# Illegalisme

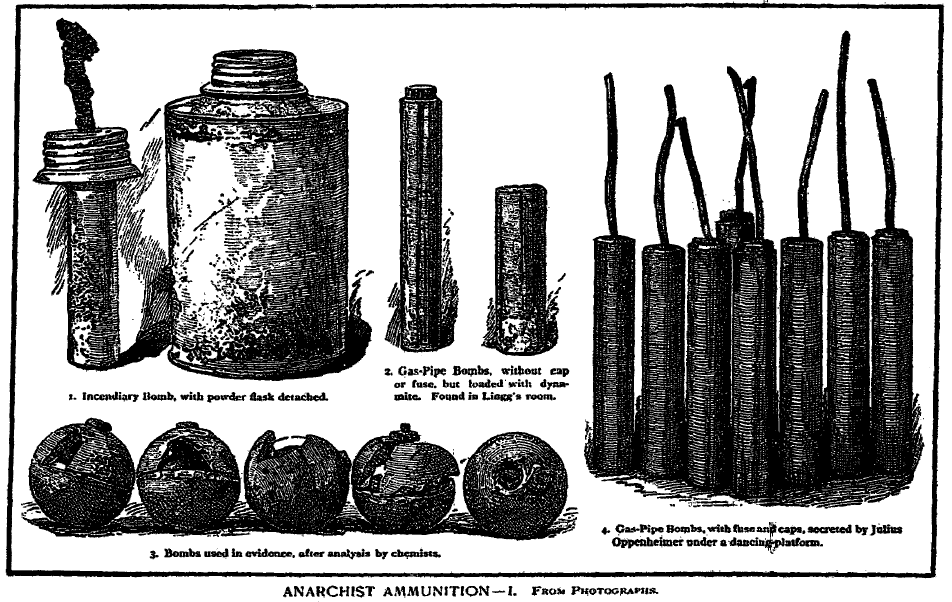
Voorbeelden van munitie die gebruikt wordt

Illegalisme is een anarchistische filosofie die rond 1900 in Frankrijk, Italië, België en Zwitserland is ontstaan, als stroming binnen het individualistisch anarchisme. Binnen het illegalisme wordt misdaad als levensvoorziening gedoogd.